# Галоша (растворитель)

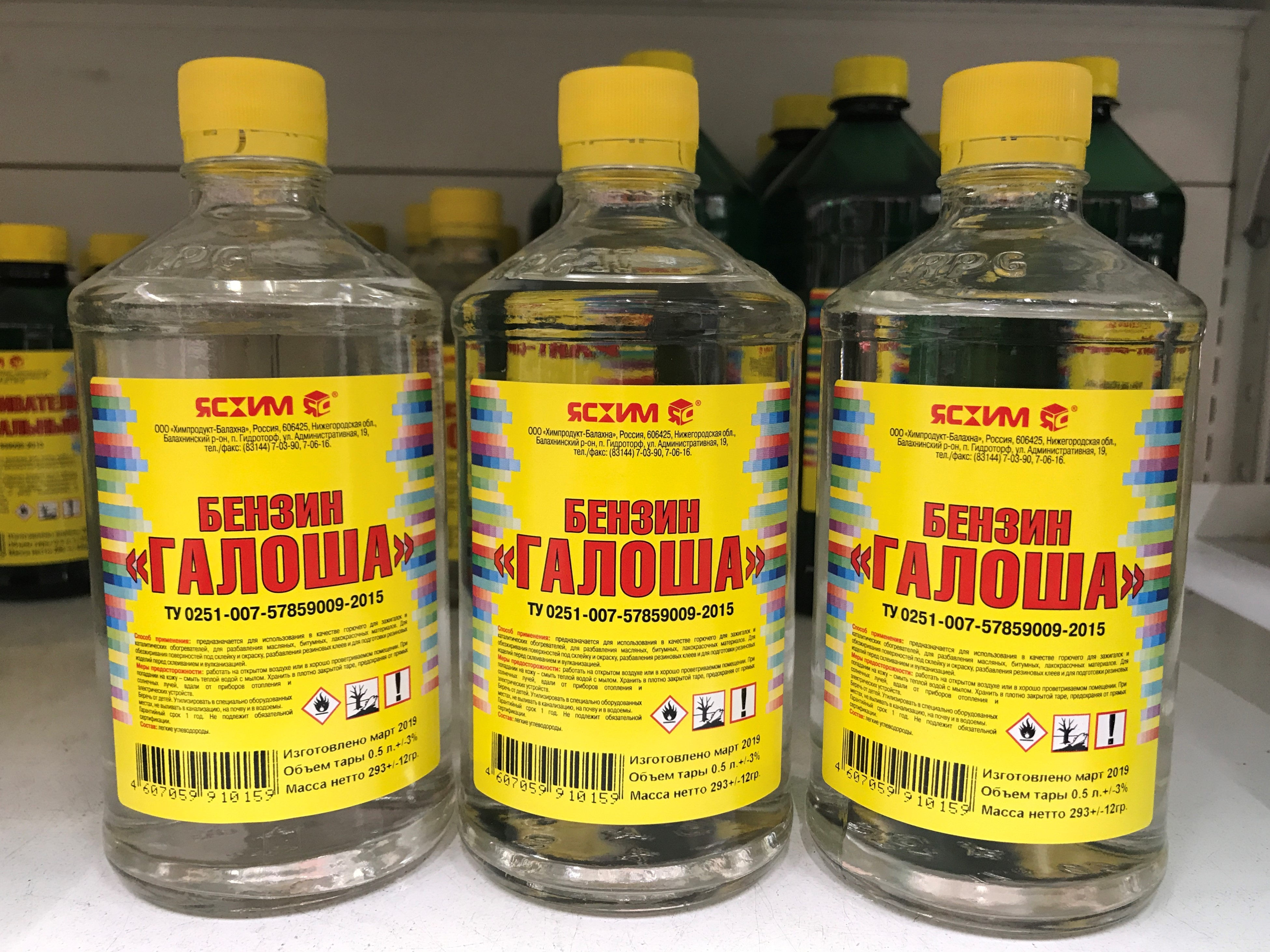
Бутылки с бензином «Галоша»

Бензин-растворитель для резиновой промышленности «Галоша» (либо «Калоша» в зависимости от производителя) — товарное наименование нефтяного растворителя «Нефрас С2-80/120», представляющего собой легкокипящую фракцию деароматизованного бензина. Модификация БР-2 выпускается методом каталитического риформинга; модификация БР-1 — путем прямой перегонки малосернистых нефтей. Относится к группе бензинов-растворителей. Прозрачная бесцветная, иногда желтоватая, легколетучая проникающая жидкость с характерным сладковатым запахом. Имеет октановое число около 52.
До 1992 года обе модификации растворителя выпускались по ГОСТ 443-76 «Нефрасы С2-80/120 и С3-80/120. Технические условия». В 1992 году уфимским Научно-исследовательским институтом нефтехимических производств были разработаны и введены взамен ГОСТ технические условия ТУ 38.401-67-108-92 «Бензин-растворитель для резиновой промышленности», которые распространяются только на бензин-растворитель каталитического риформинга (БР-2). Некоторые российские производители производят растворитель по техническим условиям собственной разработки.
Физико-химические показатели:
- плотность при 20 °C 0,70—0,73 г/см³;
- температура начала кипения (перегонки) 80 °C;
- 98 % перегоняется при температуре не более 110—120 °C;
- массовая доля ароматических углеводородов 1,5—2,5 %;
- массовая доля серы не более 0,001 %;
- температура вспышки −17 °C;
- температура самовоспламенения 270 °C.

«Галоша» широко применяется в резиновой промышленности (откуда и происходит название), а также для разбавления красок, эмалей, обезжиривания поверхностей, предназначенных для склеивания. Также находит применение в органической химии, в процессе экстракции. Возможно использование в качестве топлива для каталитических грелок, рекомендуется в качестве топлива для бензиновых паяльных ламп, зажигалок и туристических горелок.